# Campinorte
Campinorte là một đô thị thuộc bang Goiás, Brasil. Đô thị này có diện tích 1068,274 km², dân số năm 2007 là 10664 người, mật độ 10 người/km².